# Giacomo Carciocchi
Giacomo Carciocchi, detto Carcini (Plesio, 1770 circa – Plesio, 1850 circa), è stato un brigante italiano, attivo nella zona di Plesio a fine Settecento ed inizio Ottocento. Fu il leader ed il personaggio più rappresentativo e ricordato di una banda di rivoltosi che si era nominata Armata cattolica e che i tribunali chiamavano Briganti del Lario o Briganti della montagna di Rezzonico.

## La leggenda
Nella leggenda e nella tradizione popolare del lago di Como e di Plesio in particolare, suo paese d'origine, la vicenda del brigante Carcini è ancora viva, il suo nome è inseparabilmente ricordato insieme a quello del compagno Pacini.
Si narra che era nativo di Ligomena, frazione di Plesio, possedeva un animo fiero ed impavido, era temuto da tutti, anche dagli stessi compagni, e incuteva timore al solo guardarlo. La sua figura è legata ad altri briganti, in modo particolare al compagno Pacini. Questi, ricercati dalla giustizia, conducevano vita appartata sui monti, ritirandosi in una grotta naturale chiamata ancora oggi bögia di brigant sul monte Grona e scendevano nei paesi per procurarsi il necessario per vivere e per aiutare la popolazione più bisognosa, capaci per questo anche della rapina e della violenza più esasperata nei confronti dei ricchi.
Il fatto più crudele che viene ricordato riguarda l'uccisione a Logo di un frate, perché ritenuto spia dei francesi. La sorte designò come uccisore il Bolò, ma a questi, di fronte al frate implorante pietà, mancò il coraggio. Fu lo stesso Carcini dunque che, senza esitazione, scaricò sul malcapitato un colpo d'archibugio ed eseguì la condanna. Finì i suoi giorni in vecchia età, dedito alla coltivazione dei campi, dopo che fu graziato per aver ucciso in vile tradimento il compagno Pacini.
Notizie su Carcini vengono riportate anche da un'altra tradizione popolare, originaria della Val Brembana legata a Pacì Paciana, un personaggio entrato anche nel teatro dei burattini bergamasco. Pacì non è altri che Pacini, il compagno di Carcini. Qui si riporta che il crudele Cartoccio Cartocci o Carcino Carciofoli, deciso a farsi perdonare le sue ribalderie ed allettato dalla taglia che pendeva sulla sua testa, aveva ucciso Pacì Paciana, che veniva chiamato il padrù de la val Brembana, il quale, febbricitante per un morso di vipera, si era rivolto a lui, nei pressi di Gravedona e del lago di Como. Dopo averlo ucciso, lo decapitò e portò il trofeo a Bergamo, consegnandolo ai francesi che lo esposero sulla pubblica piazza (oppure, secondo un'altra versione, furono i francesi a portare il corpo a Bergamo e decapitarlo.

## La ricostruzione storica
Gli avvenimenti sono da inserire nel periodo della Repubblica Cisalpina. I Francesi di Napoleone, giunti in Italia nel 1796, avevano instaurato un regime di soprusi e di violenza. Agli occhi del popolo la nuova repubblica significava ruberie, nuove tasse, incomprensibile ed offensivo oltraggio del sentimento religioso. Ma cosa più grave che suscitò il malcontento popolare fu l'istituzione della coscrizione obbligatoria che costrinse tanti uomini alla clandestinità e al brigantaggio.

### L'Armata cattolica
In questo clima di esasperazione, nel luglio del 1798 a Menaggio si presentò l'occasione che diede inizio all'esperienza del brigantaggio. Alcuni giacobini provenienti da Bellano cercarono di trafugare un crocifisso custodito nella chiesa di santa Marta, ma il tentativo di furto andò fallito grazie a dei muratori di Plesio, tra cui anche il Carcini, che stavano eseguendo lavori di manutenzione al molo. Inoltre l'ordine dato dalle autorità di portare il crocifisso nella chiesa parrocchiale, venne interpretato dalla gente come tentativo di requisizione. Da qui nacque una sommossa popolare. Con l'arrivo da Como di un distaccamento di fanteria i disordini si risolsero e dopo una parvenza di processo venne concessa un'amnistia, eccetto ai principali autori, che scelsero la via della fuga e si rifugiarono sui monti. A fine anno poi, la promulgazione della coscrizione obbligatoria per i celibi ed i vedovi senza prole tra i diciotto ed i vent'anni costrinse altri scellerati ad associarsi ai ribelli, che incominciarono a rendersi terribili. Il numero dei giovani che si sottrassero alla coscrizione e si rifugiarono sui monti per sottrarsi all'arruolamento ammontò a quindicimila.
Agostino Capelli, nativo di Carcente, di famiglia agiata era considerato il "generale" di questa banda che si faceva chiamare l'Armata cattolica ed era solita radunarsi in una casa del Capelli stesso sulla spiaggia di Rezzonico. Altro generale era Giuseppe Biacchi di Menaggio.
Un ruolo essenziale fu svolto anche da agenti austriaci, in particolare certo Andreossi, che dalla vicina Svizzera contribuivano nell'organizzazione tenendo desto il malcontento e profondendo denaro ed armi.
Tra le imprese si ricorda in particolare la visita al parroco di Carlazzo che era l'estensore delle liste per la coscrizione obbligatoria, con l'intenzione di fucilarlo ai piedi dell'albero della libertà. Non trovandolo in casa i briganti si accontentarono di trafugare una decina di schioppi da munizione.

### L'assassinio del frate di Logo
La forza armata cisalpina di stanza a Menaggio organizzò diverse spedizioni per snidare i rivoltosi. Vengono ricordati parecchi scontri armati tra cui i principali alla località "La Piazza" sopra Ligomena e sulla strada del Sasso rancio, ma sempre le truppe cisalpine furono costrette a ritirarsi perché non riescono ad avere la meglio "di quei conoscitori di ogni colle della montagna".
Un ex frate francescano di Logo, di nome Giuseppe Canevali, che aveva abbracciato gli ideali della rivoluzione venne ritenuto spia dei giacobini e sospettato di aver dato informazioni alla giustizia. Per la notte del 20 aprile 1799 venne organizzata una spedizione di vendetta con l'intenzione di uccidere il presunto informatore. I briganti si radunarono davanti alla colonna della peste sul sagrato della chiesa di Plesio, organizzarono la spedizione e si divisero i compiti. L'incarico dell'esecuzione capitò in sorte a Giacomo Saglio detto Bolò di Treccione.
Giunti a Logo, entrarono nella casa imbattendosi in un fraticello del convento francescano di Dongo, certo fra' Pasquale, al secolo Carlo Airoldi di Carcente, che girava i paesi per la questua e che aveva trovato ospitalità per la notte. Riconosciutolo, dopo averlo malmenato venne lasciato fuggire. Trovato il Canevali tremante nel suo letto, i briganti gli furono sopra. Di fronte al malcapitato che pregava e prometteva di offrire quanto aveva di più prezioso, al designato dell'uccisione venne meno il coraggio. Cupel! (uccidilo!) gridò il Biacchi. Il Carcini prese l'iniziativa ed eseguì lui stesso la sentenza. Prima di allontanarsi i briganti diedero sacco alla casa e scaraventarono giù dalle finestre le suppellettili e quanto trovarono alla portata.

### La conquista della cannoniera
L'esercito francese era riuscito ad armare una barca munendola di due cannoni alla prora che veniva utilizzata per tenere a bada i paesi rivieraschi del lago.
Il 28 aprile 1799 il grosso delle forze dei briganti appostato sui monti sotto il comando del Biacchi e del Carcini vedendo la cannoniera che si dirigeva verso Rezzonico per attraccare al molo decidono di tentarne la cattura. Dopo essersi divisi in tre colonne, scesero dai loro rifugi sui monti e si appostarono dietro il castello e, ad un segnale convenuto, si buttarono sulla barca mentre l'equipaggio era intento nelle manovre di attracco. Due soldati francesi ed un barcaiolo italiano caddero morti sul colpo, mentre altri furono feriti. Il comandante ed un commerciante italiano che erano già sbarcati e in quel momento si trovavano in un'osteria, coll'aiuto di un contadino, riuscirono a trarsi in salvo.
Impadronitisi della cannoniera, i briganti incominciarono a scorrazzare per il lago. Scendono a Lecco dove attraccano e si impadroniscono di un grosso carro da trasporto che serviva per rifornire armi e vettovaglie con quattro cavalli. Al ritorno intercettano due gondole che trasportava prigionieri austriaci che vengono liberati. Un'altra barca viene intercettata con a bordo un ufficiale cisalpino, certo Calvo Calvi, che viene fatto prigioniero e portato a Menaggio. Mentre sono a Menaggio vengono a conoscenza che un forte contingente dell'esercito francese stava discendendo il lago dalle parti di Dongo.

### La battaglia di Dongo
In quegli stessi giorni, con l'avanzata dell'esercito austriaco, le truppe francesi avevano iniziato la ritirata. Un forte contingente di circa 5.000 uomini comandato dal generale Lecombè scendeva dalla Valtellina proveniente dal Tirolo con l'intenzione di trovare una via di fuga per ricongiungersi al grosso dell'armata.Il 30 aprile tentò la via del passo San Jorio, ma si dovette desistere per la presenza di neve.
Mentre i soldati stazionavano a Dongo, i briganti comandati dal Carcini e dal Biacchi decisero di contrastare i piani dei francesi. Riuscirono a radunare un numero di rivoltosi stimato superiore ai 3.000 uomini, provenienti anche dalla Val Menaggio e dalla Val d'Intelvi, si arroccarono sulle rovine del castello di Musso e, distrutto il ponte della Vallorba, decisero di impedire il passo alla ritirata dei francesi.
Il conflitto durò per diversi giorni, fino al 6 maggio. I briganti riuscirono nel loro intento, grazie anche all'aiuto della barca cannoniera che, sotto la guida del Capelli, si era ancorata nelle acque antistanti Dongo e bombardava le truppe. Un ufficiale che comandava a cavallo cadde ucciso da una fucilata.